# Cadalè
El cadalè o cadalina (4-isopropil-1,6-dimetilnaftalè) és un hidrocarbur aromàtic policíclic amb la fórmula química C15H18 i un esquelet cadinà. Es deriva dels sesquiterpens genèrics i és omnipresent en olis essencials de moltes plantes superiors.